# Dorisca subtrigona
Dorisca subtrigona is een tweekleppigensoort uit de familie van de Veneridae. De wetenschappelijke naam van de soort is voor het eerst geldig gepubliceerd in 1964 door Zhuang.